# Przygłówek
Przygłówek – część  wsi Czyżów w Polsce, położona w województwie świętokrzyskim, w powiecie kieleckim, w gminie Łagów.
W latach 1975–1998 Przygłówek należał administracyjnie do województwa kieleckiego.